# 百舌鳥大塚山古墳
百舌鳥大塚山古墳（もずおおつかやまこふん）は、大阪府堺市西区上野芝町にあった古墳。形状は前方後円墳。百舌鳥古墳群を構成した古墳の1つ。現在では墳丘は失われている。

## 概要
ミサンザイ古墳の南300メートルの位置に築造された大型前方後円墳である。戦後に土砂採取のため墳丘の大半が削平され、1985年（昭和60年）の発掘調査後に消滅しており、現在は宅地化して街路の区画にのみ名残を留める。
墳形は前方後円形で、前方部を西方向に向けた。墳丘は3段築成。墳丘長は168メートルを測り、百舌鳥古墳群では5番目の規模であった。墳丘外表では葺石・埴輪列が巡らされ、墳丘の北側くびれ部には造出を有した。また墳丘周囲には幅24メートルの周濠が巡らされた。埋葬施設は後円部における粘土槨4基、前方部における粘土槨4基の計8基で、そのうち人体埋葬は後円部の1基（または2基）・前方部の1基のみであり、それ以外は副葬品埋納施設とみられる。粘土槨からは、鏡5面（鉄鏡含む）・玉類・櫛・刀剣200以上・鉄鏃1500以上・甲冑7セット・手斧32が出土している。特に襟付短甲は全国的に珍しく、青銅製三尾金具が付く衝角付冑は国内唯一であり、手斧は国内総出土数の約6割におよぶとして注目される。また付近に所在する古墳のうちかぶと塚古墳（帆立貝形古墳）は、大塚山古墳の陪塚の可能性がある。
築造時期は、古墳時代中期初頭の4世紀末（5世紀初頭まで）頃と推定される。百舌鳥古墳群では早い段階の築造として位置づけられる。大型前方後円墳でありながら失われてしまっているが、大型前方後円墳の埋葬施設の全容および豊富な副葬品が判明した貴重な例であり、代表的な中期の大型前方後円墳の1つとして重要視される古墳になる。

## 遺跡歴
- 1950-1952年（昭和25-27年）、墳丘の大半の削平。
  - 1950年（昭和25年）、採土工事中の応急調査。副葬品出土（森浩一ら学生有志）[2]。
- 1985年（昭和60年）、前方部北西隅の発掘調査。調査後消滅（堺市教育委員会、1989年に報告）。

## 墳丘
墳丘の規模は次の通り。
- 墳丘長：168メートル
- 後円部
  - 直径：96メートル
  - 高さ：14メートル
- 前方部
  - 幅：113メートル
  - 高さ：12メートル

## 埋葬施設
埋葬施設としては、後円部の中央において粘土槨4基（1-4号槨）、前方部の中央からくびれ部にかけて粘土槨4基（5-8号槨）の計8基が構築されている。8基はいずれも墳丘主軸と平行方向である。
8基のうち、人体埋葬の痕跡が認められたのは1・7号槨のみであり、その他は副葬品のみが認められている。ただし、2号槨が最も深く、最初に埋納された可能性があり、東側に被せた鉄枠盾の下に遺体が埋納された可能性がある。

## 出土品

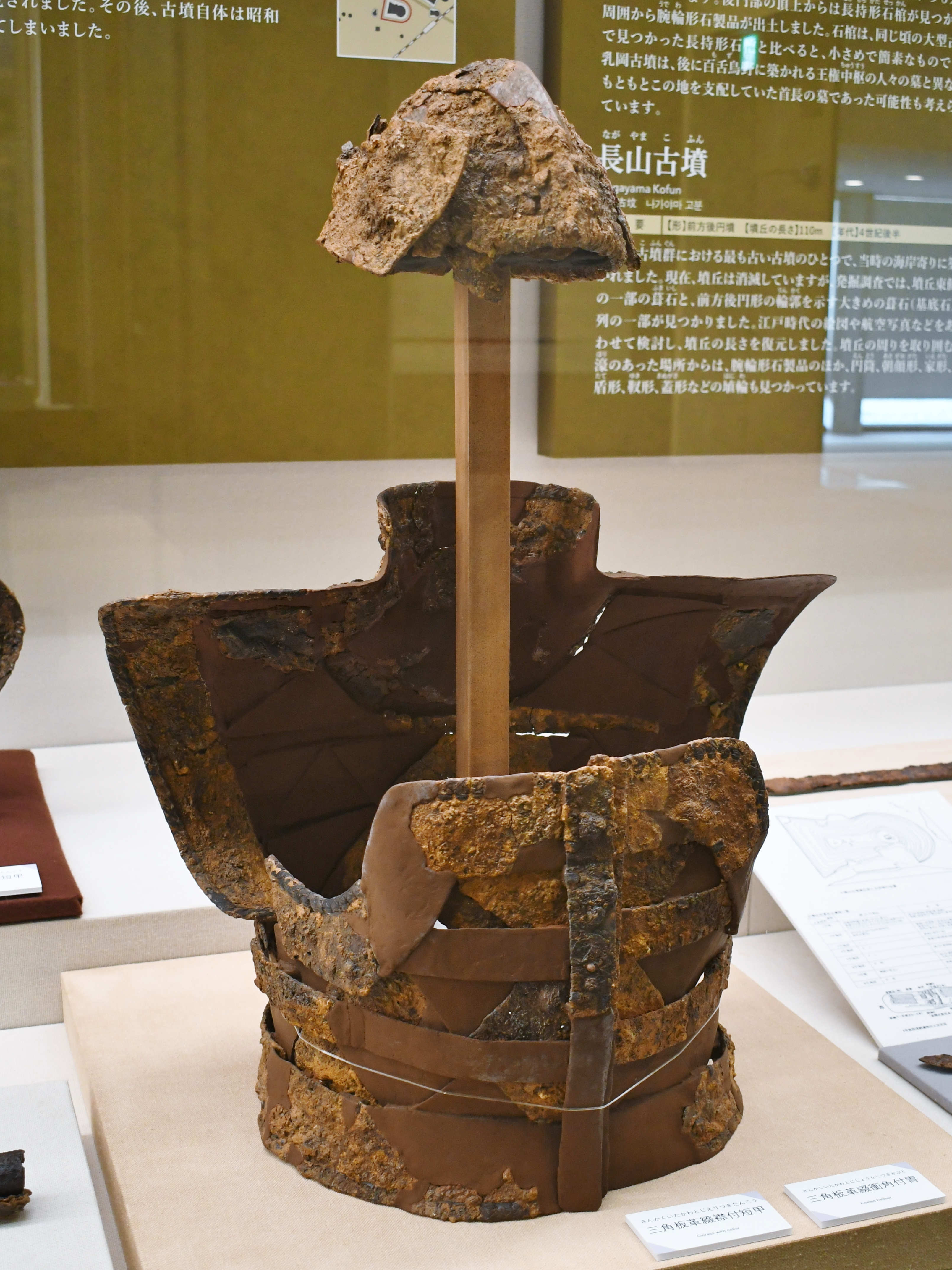
甲冑堺市博物館展示（他画像も同様）。

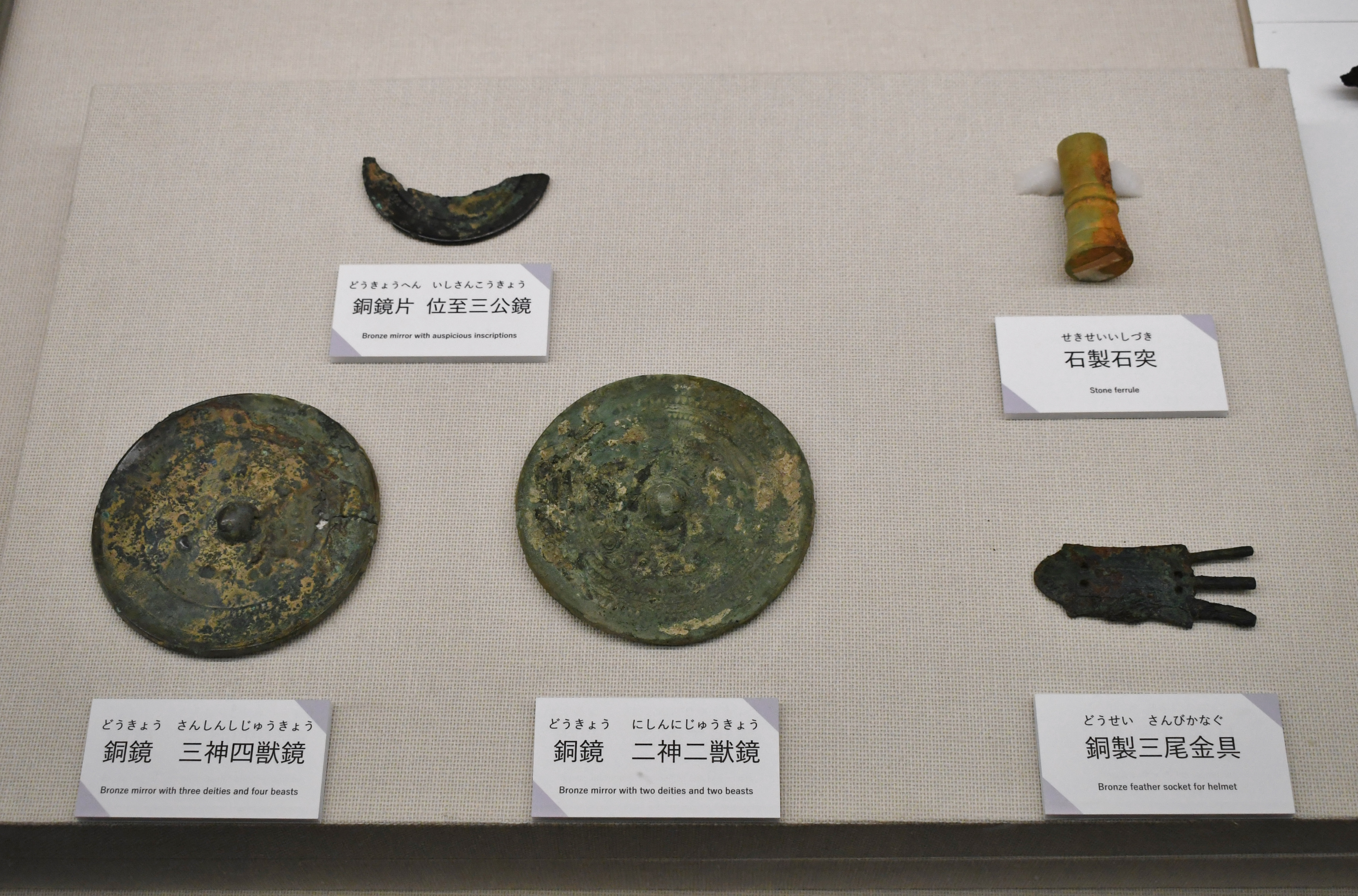
銅鏡・銅製三尾金具・石製石突

粘土槨8基から出土した副葬品は次の通り。
1号槨
- 鏡

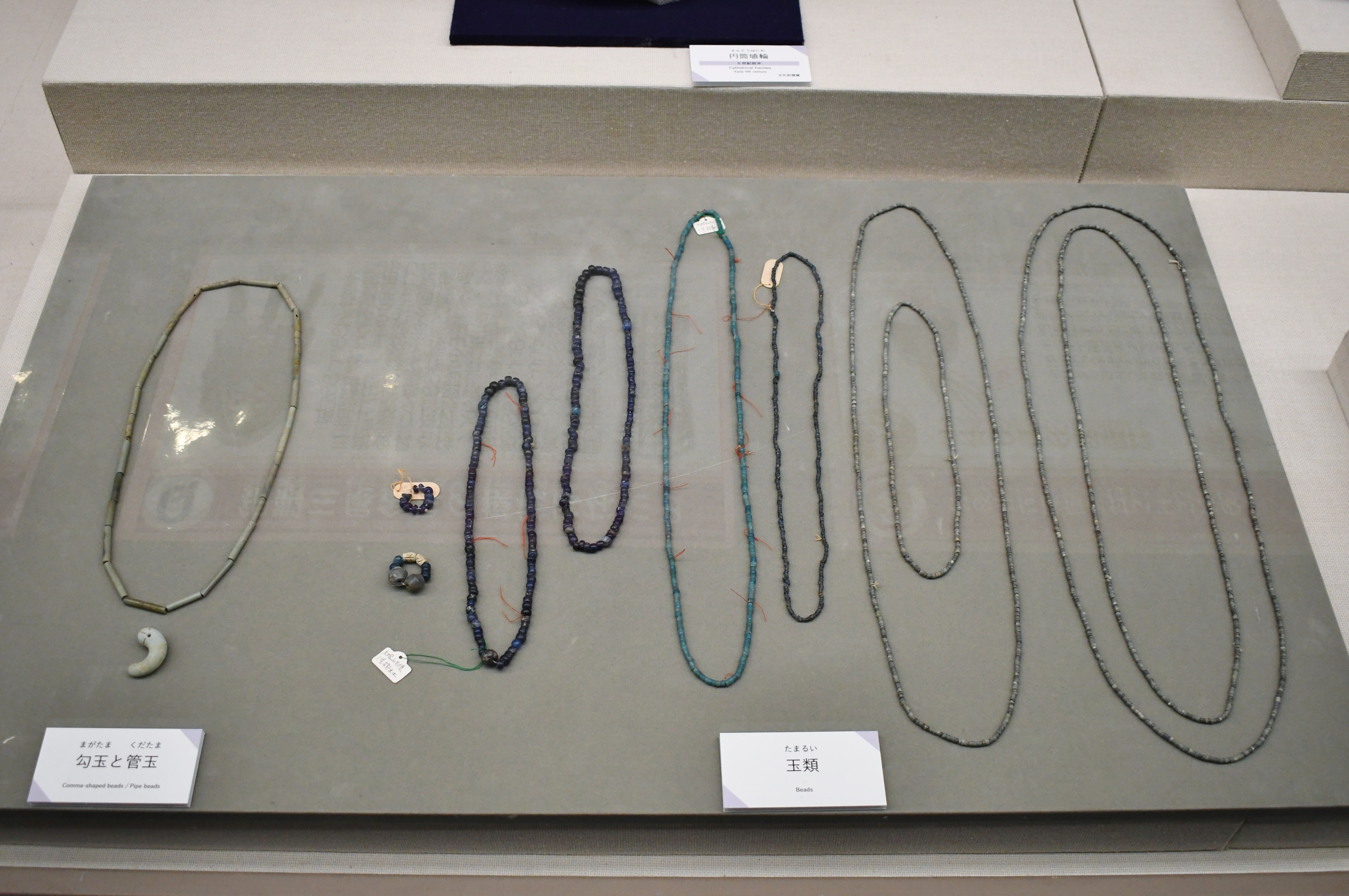
玉類
銅製三尾金具

- 刀剣
- 鉾
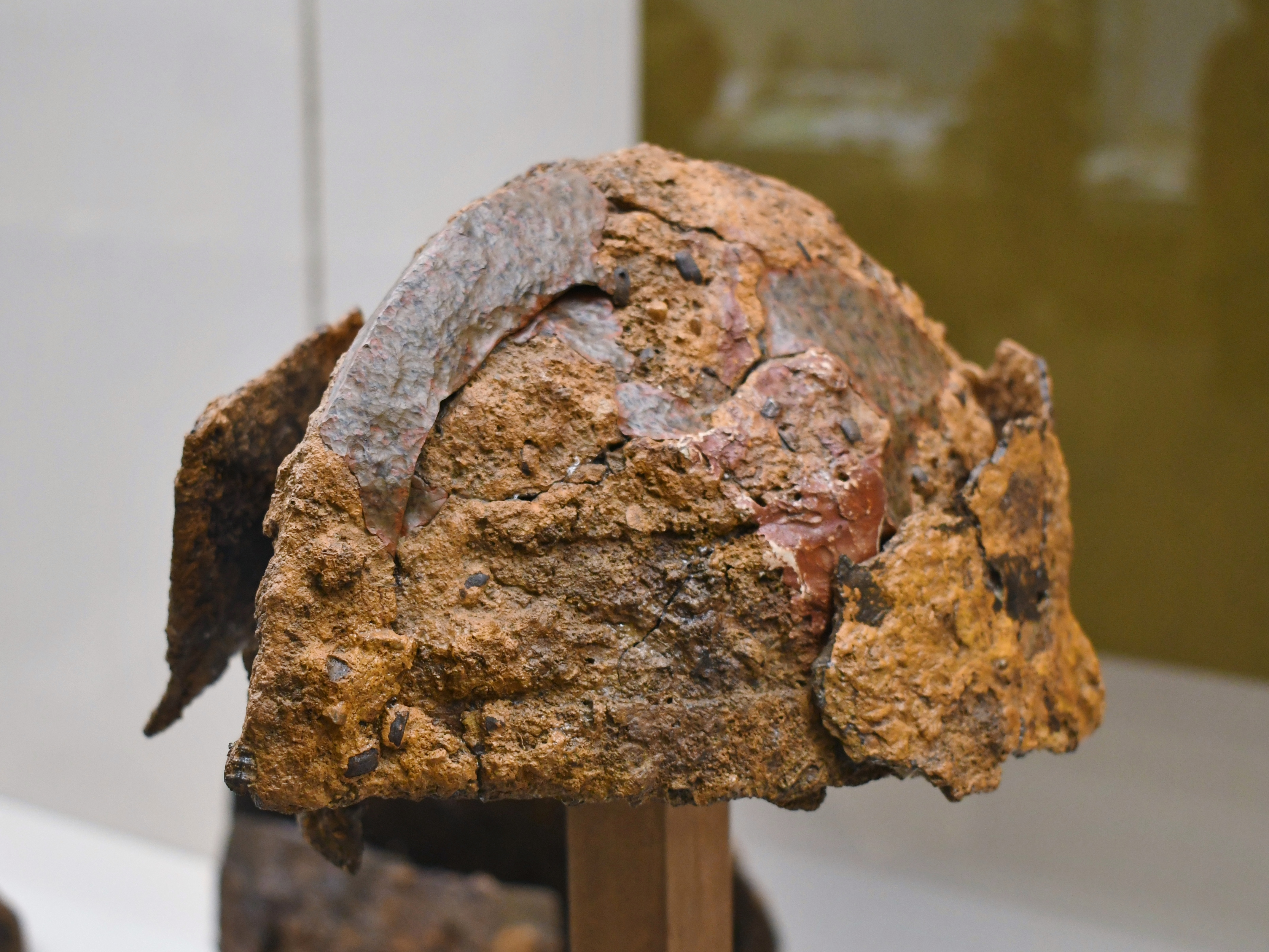
三角板革綴襟付短甲
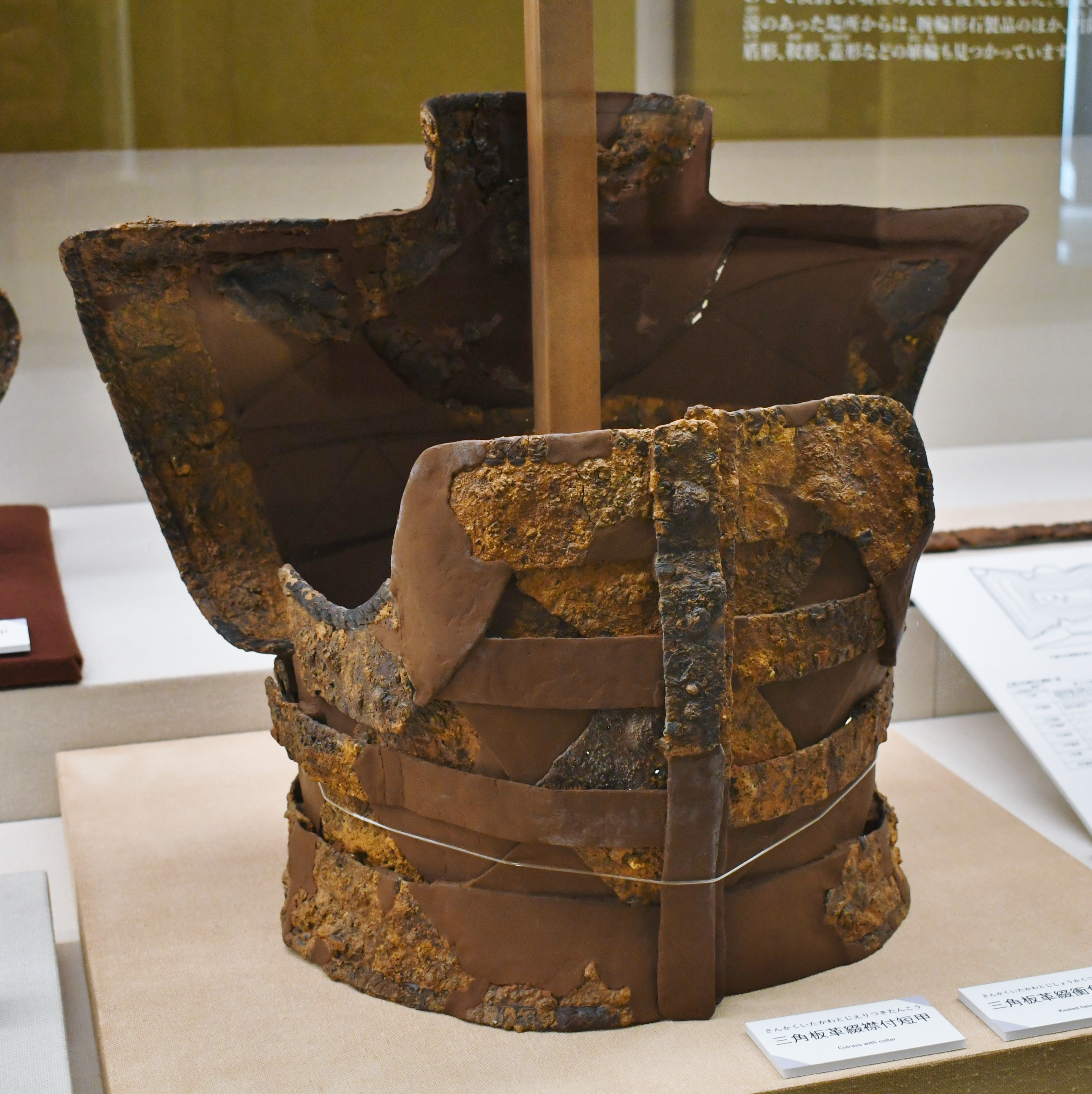
三角板革綴襟付短甲
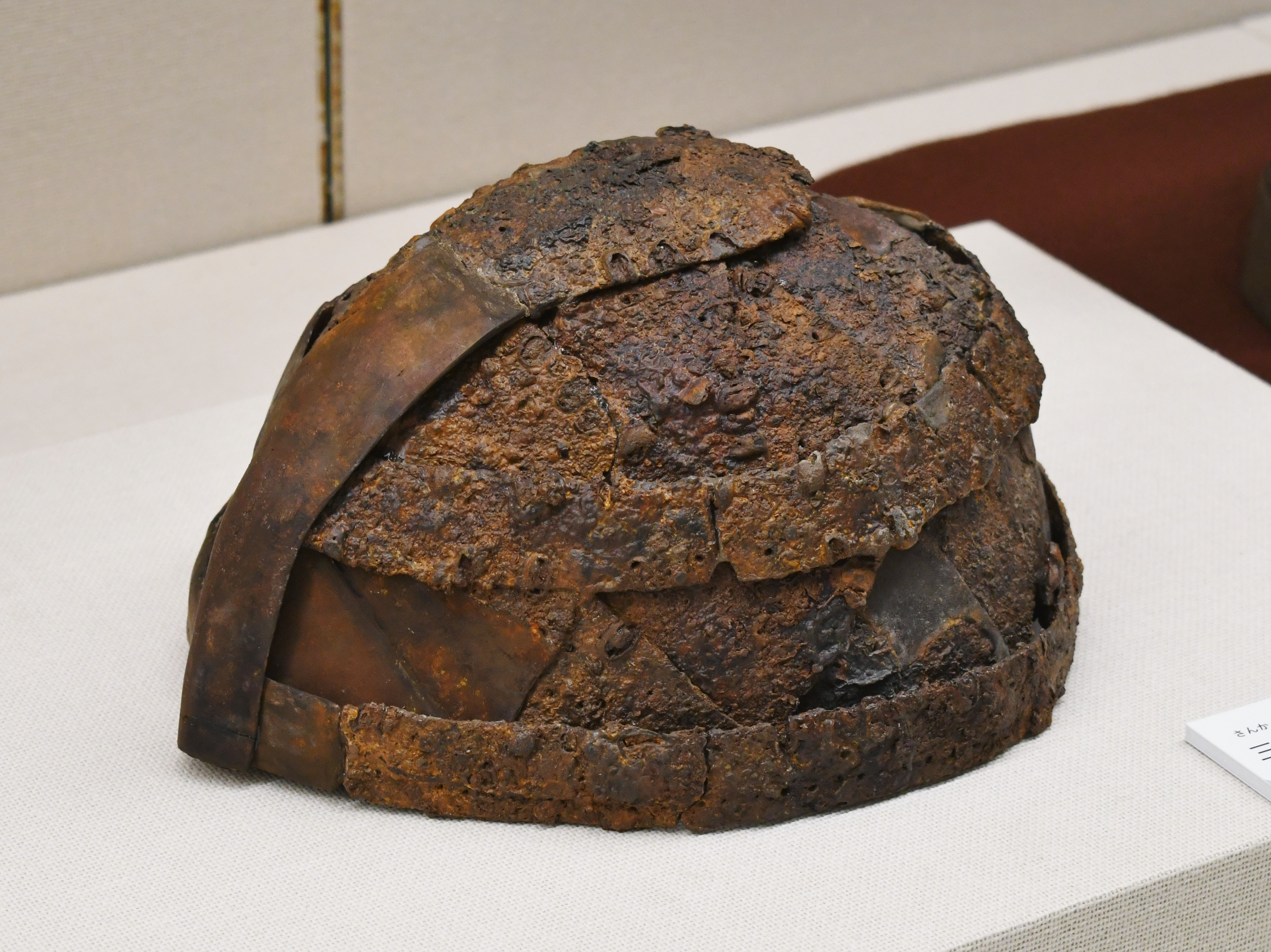
衝角付冑
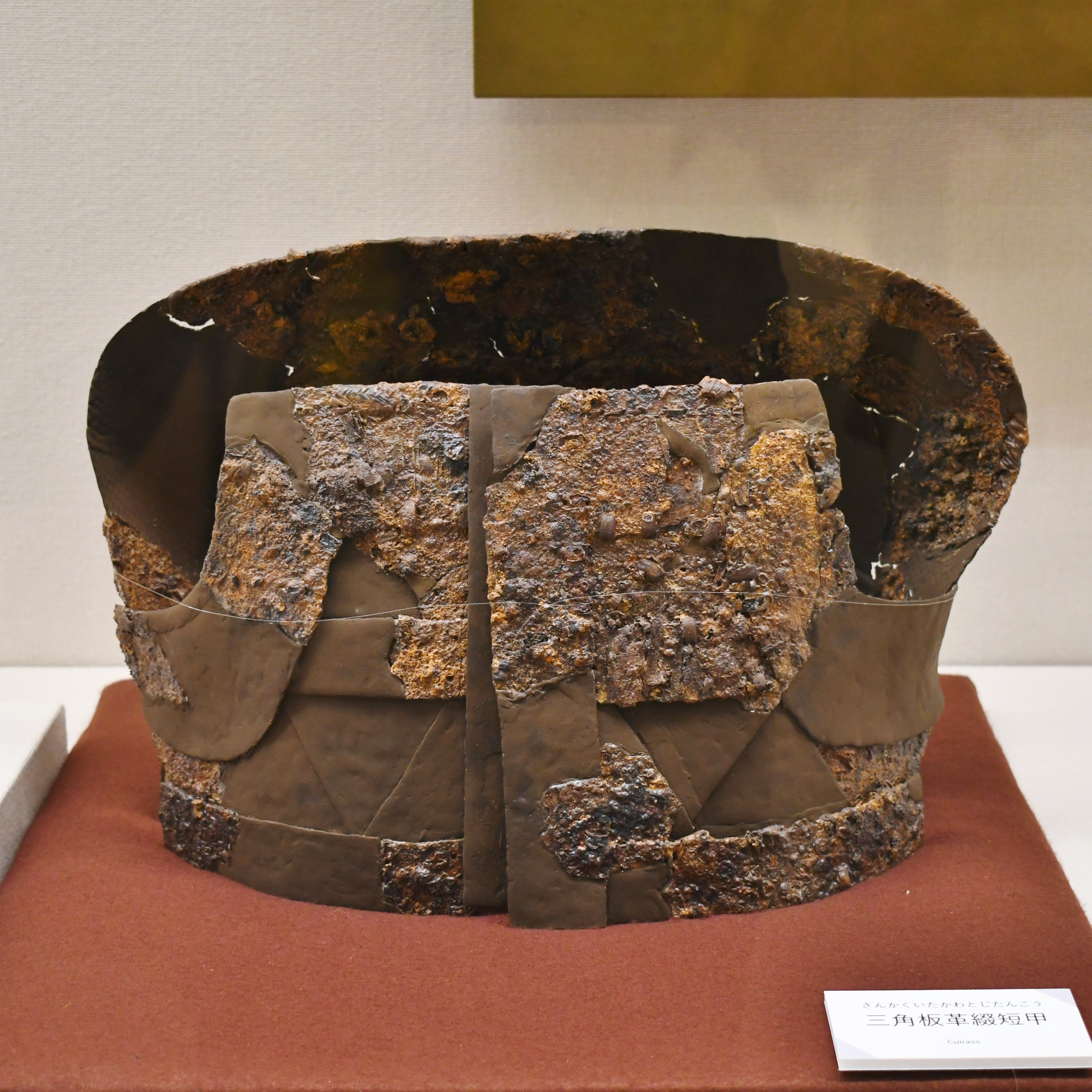
三角板革綴短甲
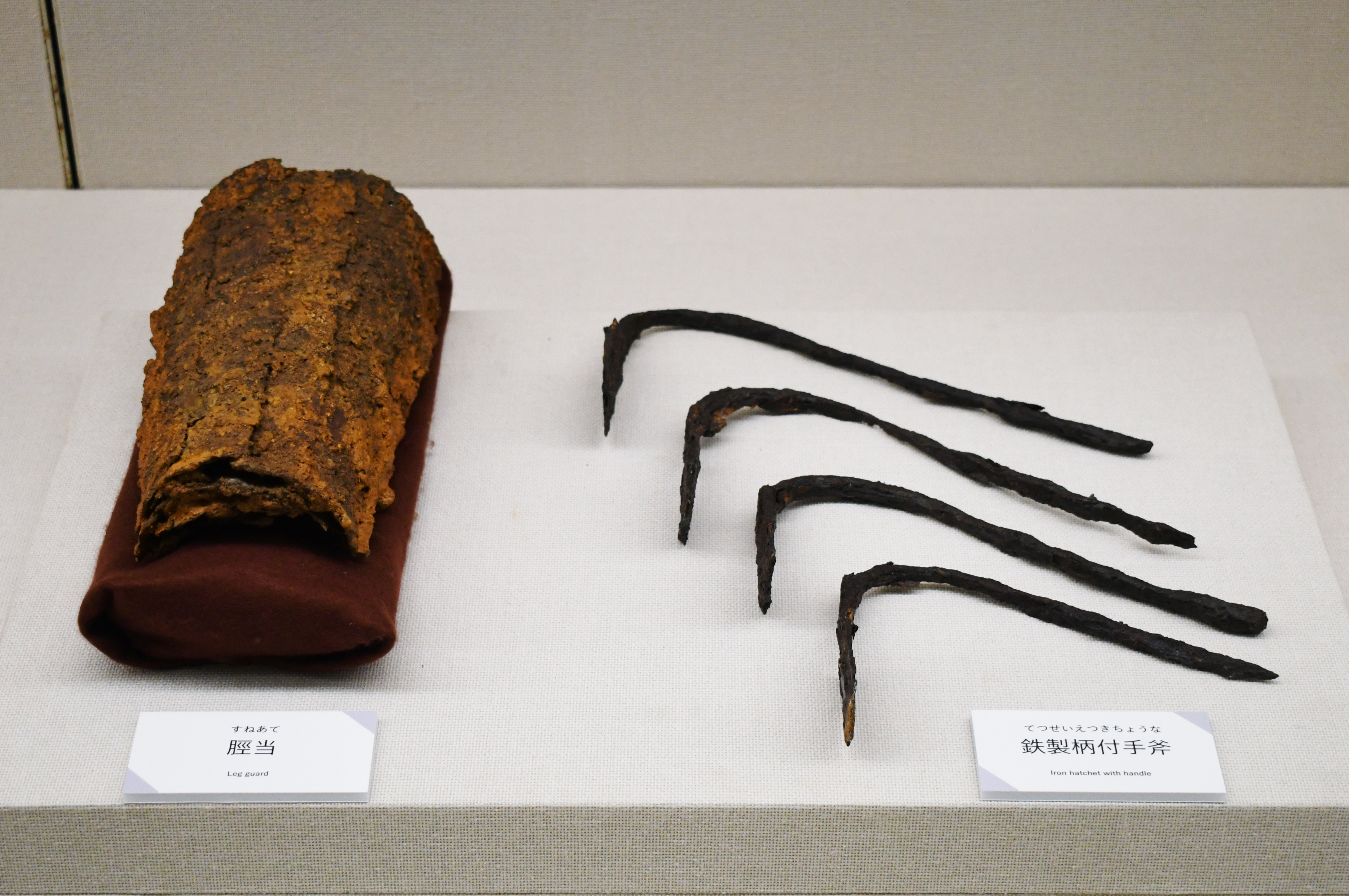
脛当・鉄製柄付手斧
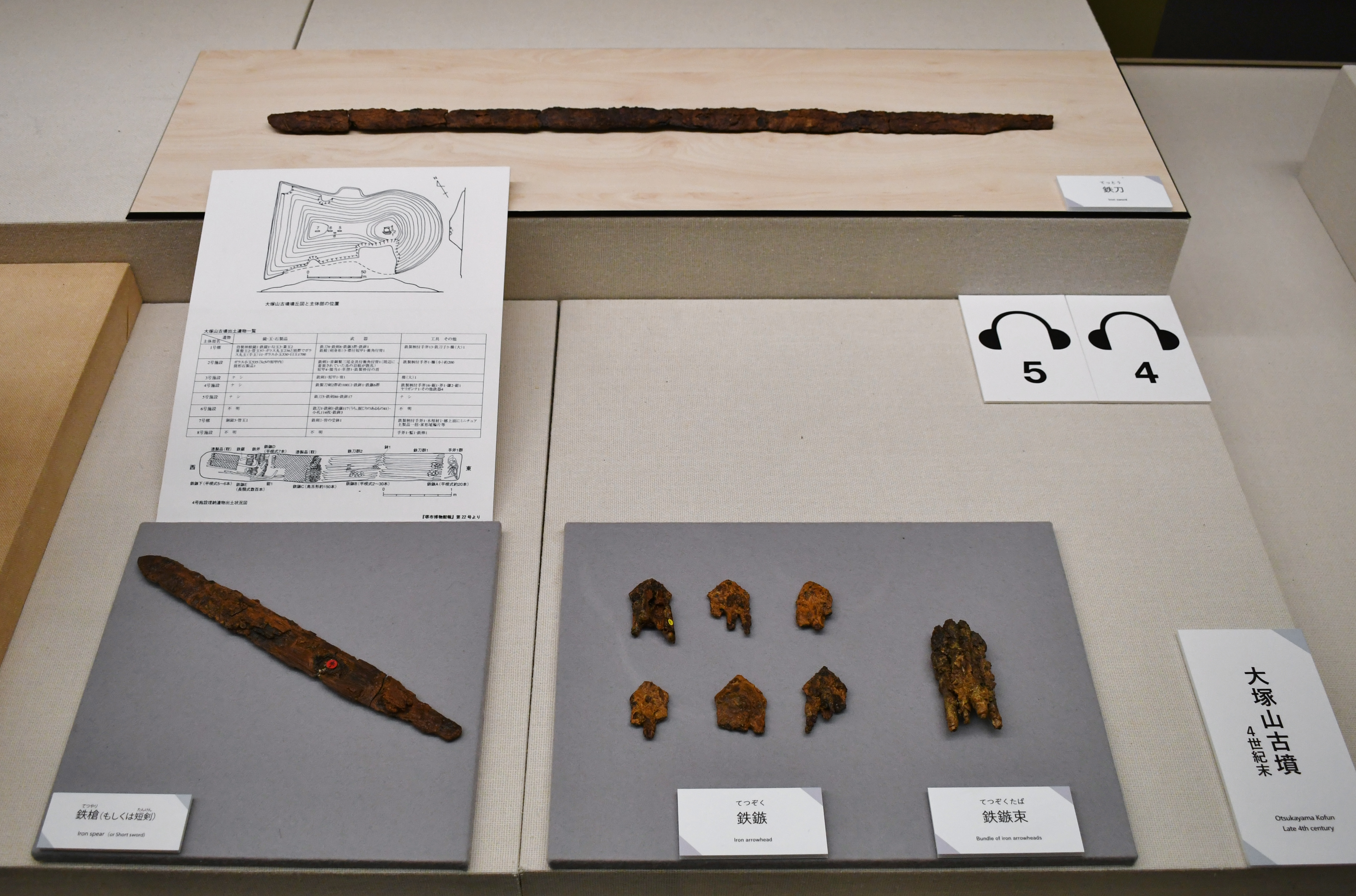
鉄鏃・鉄槍・鉄刀
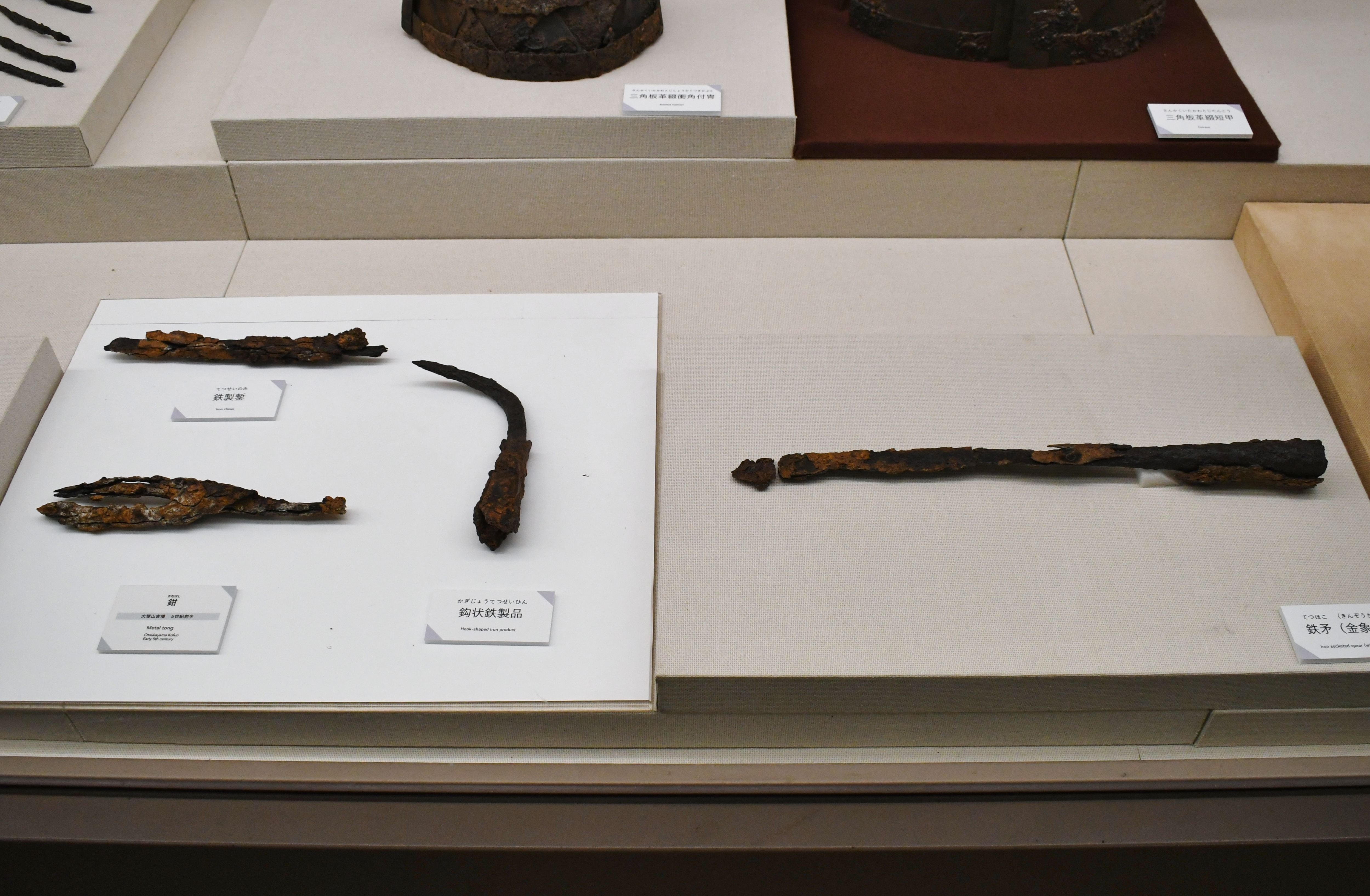
鉗・鉄製鑿・鈎状鉄製品・鉄矛
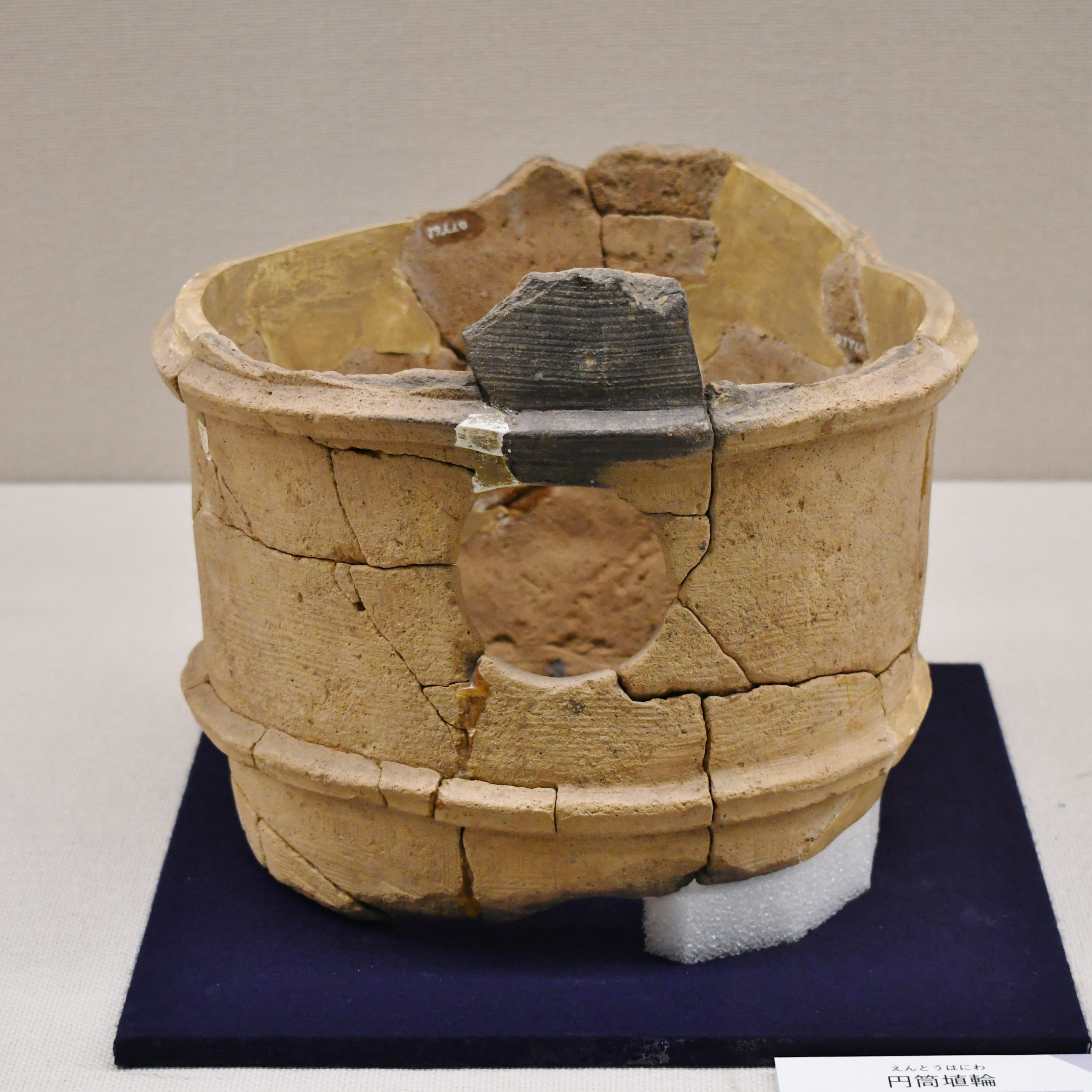
円筒埴輪
寝台形土製品
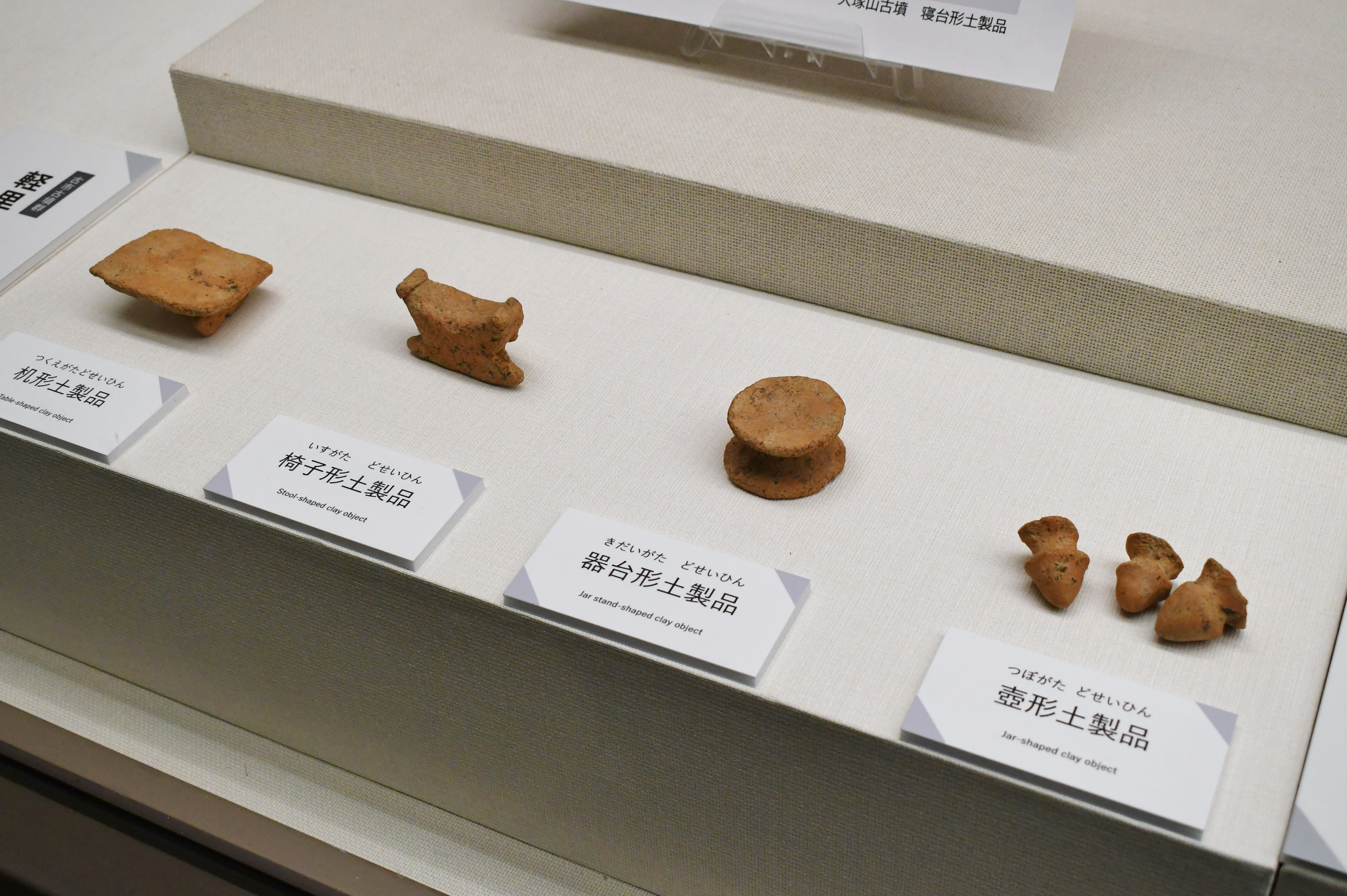
土製品
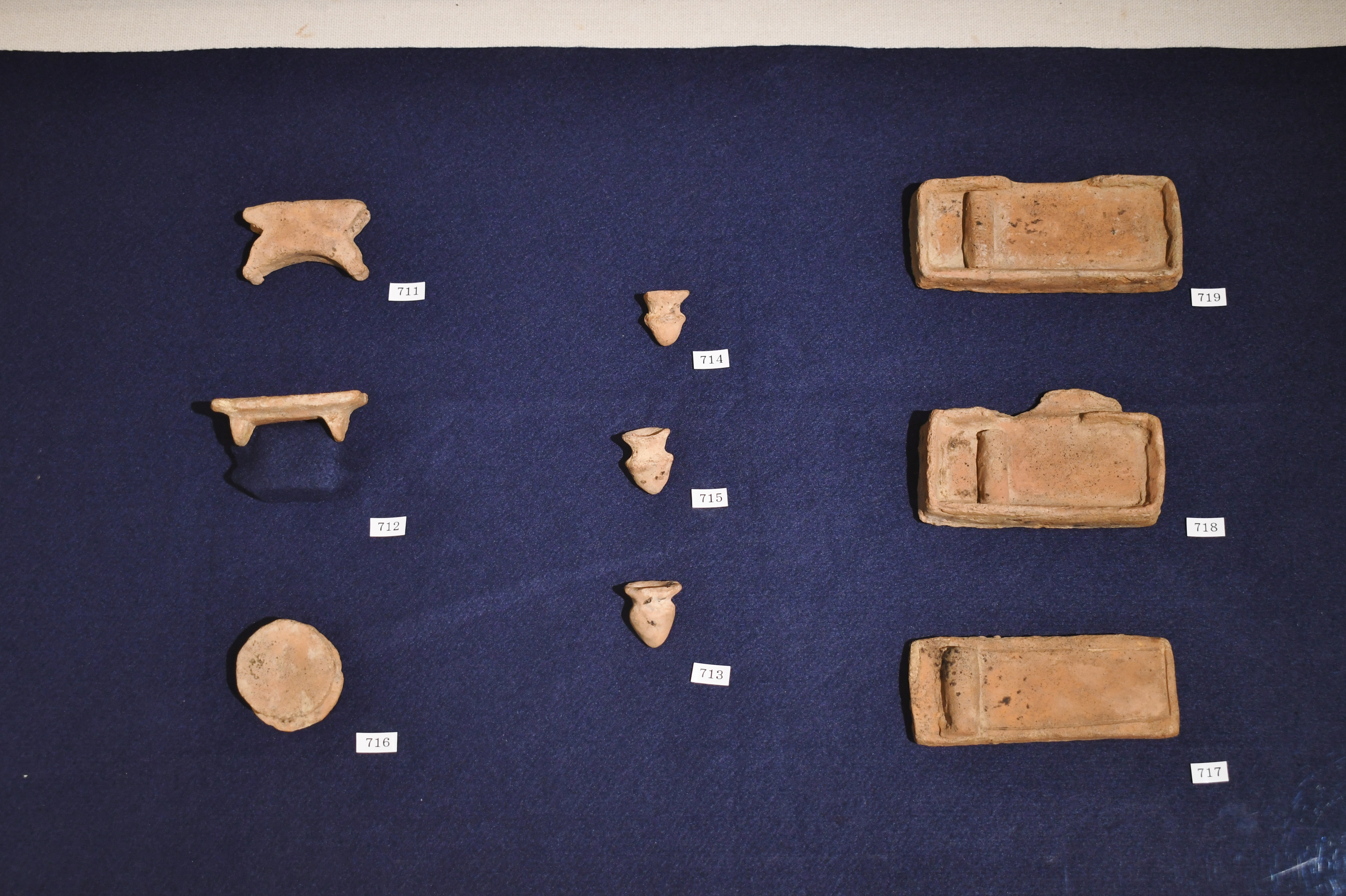
土製品（複製） 同志社大学歴史資料館展示。

- 手斧
- 刀子

2号槨
- 盾
- 短甲 4
- 衝角付冑
- 草摺
- 籠手
- 手斧
- 鉄剣
- 筒形石製品

3号槨
- 短甲
- 鉄剣
- 櫛

4号槨
- 刀剣 約100

5号槨
- 刀剣・鉾など 100余り

6号槨
- 短甲
- 小札草摺
- 鉄鏃
- 鉾
- 鉄刀

7号槨
- 鏡
- 玉類
- 鉄剣
- 手斧

8号槨
- 鉄斧
- 鑿

- 玉類
- 銅製三尾金具
- 三角板革綴衝角付冑
- 三角板革綴襟付短甲
- 三角板革綴衝角付冑
- 三角板革綴短甲
- 脛当・鉄製柄付手斧
- 鉄鏃・鉄槍・鉄刀
- 鉗・鉄製鑿・鈎状鉄製品・鉄矛
- 円筒埴輪
- 寝台形土製品
- 土製品
- 土製品（複製）
同志社大学歴史資料館展示。

## 関連施設
- 堺市博物館（堺市堺区百舌鳥夕雲町） - 百舌鳥大塚山古墳の出土品を展示。

## 関連文献
（記事執筆に使用していない関連文献）
- 『百舌鳥大塚山古墳発掘調査報告 -前方部北西コーナーの調査- 石原町遺跡発掘調査報告 -南八下中学校新設に伴う発掘調査-』堺市教育委員会〈堺市文化財調査報告第40集〉、1989年。
- 森浩一「平成一三年度秋季特別展記念講演会録『失われた時を求めて -百舌鳥大塚山古墳の調査を回顧して-』」『堺市博物館報』第22号、堺市博物館、2003年。
- 樋口𠮷文「館収蔵・百舌鳥大塚山古墳出土の資料について」『堺市博物館報』第22号、堺市博物館、2003年。